# Pierre Bellon
Pierre Bellon (Marsiglia, 24 gennaio 1930 – Parigi, 31 gennaio 2022) è stato un imprenditore francese, fondatore di Sodexo, una società multinazionale di gestione di strutture e servizi di ristorazione..

## Biografia
Bellon è entrato a far parte della Société d'exploitations hôtelières, aériennes, maritimes et terrestres nel 1958. Ha iniziato come assistente amministrativo per poi diventare amministratore delegato dell'azienda.
Nel 1966 fonda la Sodexho SA (rinominata Sodexo nel 2008). Bellon si è dimesso dalla carica di amministratore delegato del gruppo Sodexo nel 2005, ma ha continuato a ricoprire la carica di presidente della società fino a gennaio 2016, quando sua figlia Sophie Bellon gli è succeduta come presidente.
La sua autobiografia si intitola Je me suis bien amusé. Sodexho racconte....
Pierre Bellon ha ottenuto un titolo dall'HEC Paris.